# Circo (antica Roma)

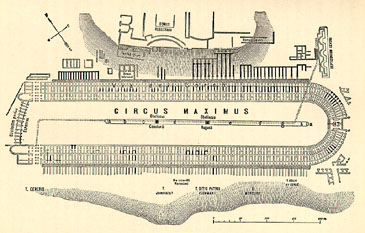
Pianta del Circo Massimo di Roma

Nell'antica Roma, il circo era il luogo nel quale si disputavano le gare di corsa dei cavalli.
Il nome deriva dal latino circus, "cerchio", perché il percorso di gara aveva la forma di un anello.

## Struttura
Il percorso di gara aveva il fondo in sabbia (in latino arena) ed era costituito da due rettilinei paralleli, separati da una balaustra (chiamata spina) che correva nel mezzo e raccordati da due strette curve a "U". All'interno di ciascuna curva, all'estremità della spina, vi era una colonna, chiamata meta, intorno alla quale i corridori dovevano girare. La distanza tra le due mete era tipicamente di uno stadio (circa 200 metri), ma nei circhi più grandi poteva essere maggiore.
La pista aveva quindi complessivamente la forma di un rettangolo molto allungato: uno dei due lati corti era arrotondato, mentre lungo l'altro si allineavano i carceres, ovvero i box dai quali prendevano il via i carri. Su tutto il resto del perimetro erano costruite le gradinate per il pubblico. Situato solitamente più o meno al centro dell'emiciclo delle gradinate c'era il pulvinar: la tribuna d'onore. L'edificio che ospitava i carceres era spesso monumentale, costituito da due torri, unite da una facciata solenne, e dai vari locali di servizio. Tra queste torri da portare come esempio quella rimasta del circo di Milano, a lungo creduta di origine medievale, divenuta il campanile di San Maurizio al Monastero Maggiore alto 16,60 m.
I circhi erano degli edifici molto imponenti e fastosi. Il leggendario circo di Costantinopoli era ornato con capolavori presi spogliando tutto il mondo conosciuto: per portare tre esempi, la spina era ornata da vari oggetti preziosi, tra cui l'enorme obelisco trasportato da Karnak, in Egitto, e ancora oggi ben visibile a Istanbul. Vi era anche la colonna con i serpenti di bronzo dorato presa dal tempio di Apollo di Delfi. Sopra la tribuna imperiale vi era il gruppo dei cavalli di origine incerta (forse fusi all'epoca di Domiziano) ma ora a Venezia, dove sono stati spostati nel 1204 per ornare la facciata della Basilica di San Marco.

## Svolgimento delle corse

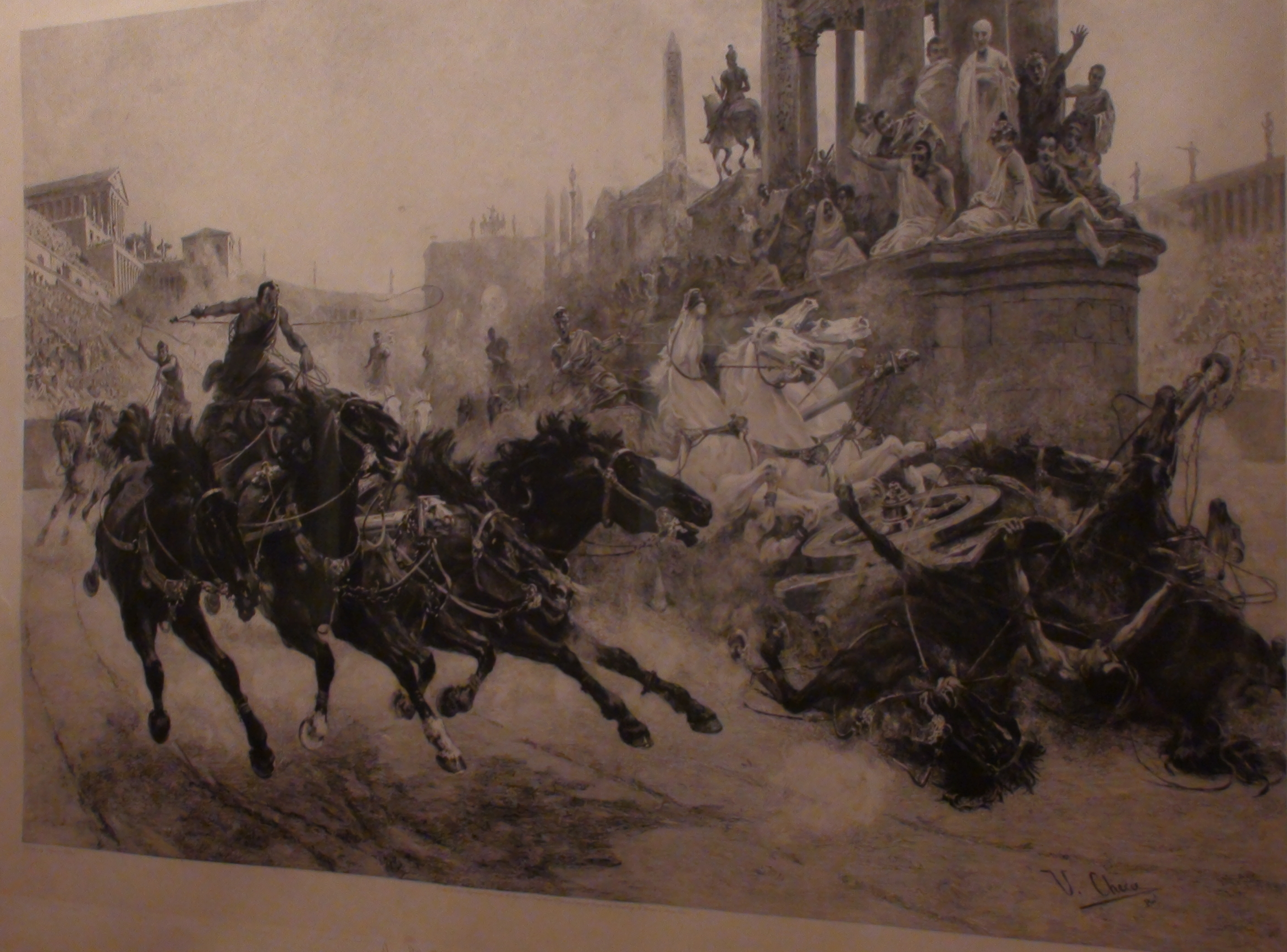
Ricostruzione immaginaria delle corse in un circo dell'antica Roma.

Nell'antica Roma non si svolgevano corse di cavalli montati. Seguendo l'usanza greca (che risaliva a parecchi secoli prima di Cristo, come attesta l'Iliade), i cavalli venivano invece aggiogati a un carro a due ruote guidato da un auriga ("guidatore"). La biga era un carro trainato da due cavalli; la quadriga da quattro.
La partenza avveniva aprendo cancelli o catene e dando il via libera ai carri che potevano passare dai carceres all'arena. La corsa si svolgeva di solito su sette giri di pista. Il percorso era sempre in senso antiorario. Sulla spina vi era una fila di segni (di solito uova di pietra o delfini). A ciascun giro veniva fatta cambiare posizione a uno di questi segni. Gli spettatori potevano così tenere il conto del giro a cui si era.
Naturalmente vinceva il carro che arrivava primo alla fine dei giri prestabiliti. Vi era un sistema per correggere il percorso più lungo che avevano davanti i carri che erano all'esterno. La vincita non consisteva solo nella proclamazione e nella gloria che ne derivava, ma anche in un premio tangibile: i migliori aurighi diventavano famosi ma guadagnavano anche grandi somme, come i moderni campioni dello sport.

## Posizione

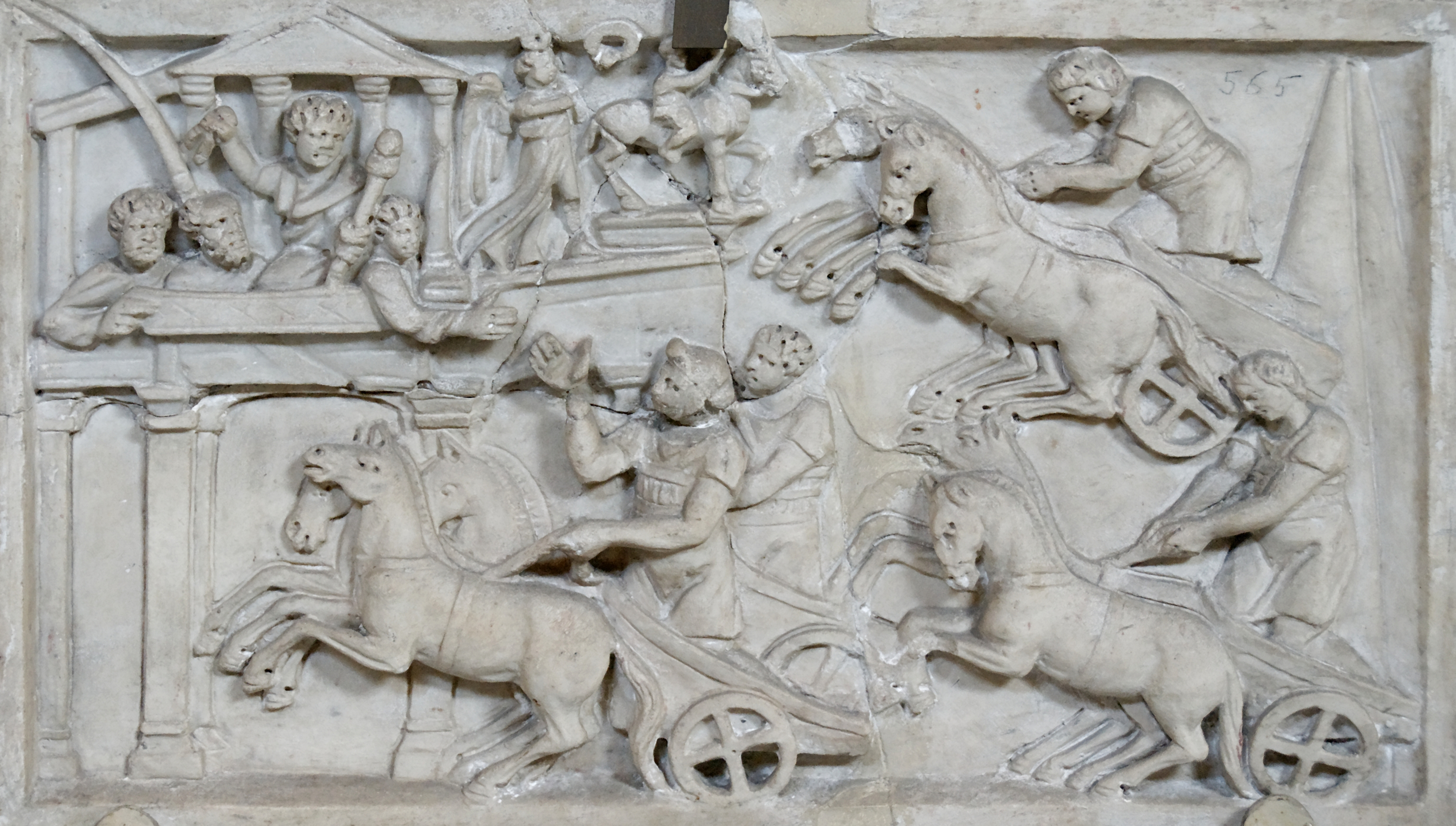
Corsa in un circo: opera del III secolo d.C. esposta ai Musei Vaticani

Di solito gli anfiteatri erano posti fuori le mura o in periferia, per facilitare l'accesso e il deflusso degli spettatori e carri (es. con bestie e materiali scenografici) che provenivano da altri luoghi. Invece i circhi avevano una posizione tipica affiancata al palazzo imperiale, in modo che l'imperatore e la sua corte potessero recarvisi direttamente, senza uscire per strada.

## Circhi famosi
Non erano moltissime le città che avevano un circo, perché la sua costruzione, l'area necessaria (più sopra si diceva che erano in piena città) e soprattutto il mantenimento delle scuderie erano molto costosi. Tuttavia sono famosi i circhi di Alessandria, di Catania, di Milano, di Aquileia, di Antiochia e di altre grandi città, soprattutto in oriente.
Ma i circhi più celebri sono quelli di Roma (il maggiore è il Circo Massimo) e quello di Costantinopoli. Quest'ultimo circo fu edificato quando ormai gli edifici stavano perdendo la loro funzione originaria, e divenne il luogo utilizzato (oltre che per i giochi) per l'acclamazione dell'imperatore, per le assemblee popolari, era il luogo dove si verificavano tumulti e sommosse anche cruente, e dove si svolgevano feste e celebrazioni varie, tra le quali si possono annoverare anche delle condanne a morte in forma di rappresentazione sacra (ad esempio, mettendo l'indiziato o il condannato dentro un forno ricostruito meticolosamente come quello dedotto dalla Bibbia nel Libro di Daniele, dove si narra dei tre fanciulli gettati in una fornace per ordine di Nabucodonosor).
Nel circo di Costantinopoli avvenivano la cerimonia di acclamazione dell'imperatore, gli atti solenni e le trattative dell'Imperatore con la folla (es. nel 512 Anastasio dalla tribuna si tolse il diadema e si disse disposto ad abdicare se gli fosse stato indicato un successore, ma la folla lo riconfermò). Altro episodio famoso la rivolta di Nika, che prese le mosse dalle fazioni del circo, che chiedevano all'unisono la rimozione di alcuni funzionari, e alla fine -nella sua repressione- costò la vita a 30.000 persone). Vi si celebravano anche i trionfi (come quello di Belisario) e insomma tutte le cerimonie ufficiali pubbliche.
Le classiche quattro fazioni alba (bianca), prasina (verde), russata (rossa), veneta (azzurra) divennero una sorta di partiti politici, con diversa rappresentatività e diversa valenza sociale. Le fazioni del circo a Costantinopoli videro la prevalenza di due "colori" (il verde e l'azzurro) e assunsero (oltre che connotazioni politiche) perfino quella di partigianerie religiose: la fazione dei verdi parteggiava per il Monofisismo. Gli azzurri era il "partito" dei grandi proprietari terrieri e dell'antica nobiltà, parteggiavano per i verdi soprattutto i mercanti e la burocrazia statale.

## Altri usi del circo
Nei circhi si svolgevano anche spettacoli di diverso tipo: ad esempio i combattimenti di gladiatori e le esecuzioni capitali pubbliche, eseguite esponendo il condannato alle belve feroci (ad bestias) o per crocifissione. Svetonio ricorda infatti che sotto Augusto, quest'ultimo:
(Svetonio, Augustus, 43.)
La tradizione dice ad esempio che san Pietro sia stato giustiziato, insieme ad altri cristiani, nel circo di Nerone, che si trovava nei pressi del luogo ove oggi sorge la Basilica di San Pietro (molti credono erroneamente che Pietro sia stato martirizzato nel Colosseo, ma è impossibile perché a quell'epoca non era ancora stato costruito).
Questi giochi si svolgevano anche negli anfiteatri, che talvolta vengono anch'essi impropriamente chiamati circhi; in effetti la pista circolare del circo moderno prende la sua forma proprio da quella degli anfiteatri.
Tuttavia nell'antichità l'anfiteatro è il luogo destinato tipicamente ai combattimenti, soprattutto tra gladiatori e per le venationes (ovvero spettacoli che coinvolgevano animali), mentre il circo è il luogo (almeno durante i primi secoli dell'Impero) destinato sostanzialmente alle corse dei carri.
Gli anfiteatri vengono giudicati dall'Impero cristiano i luoghi dei combattimenti cruenti da condannare, e cadono presto in disuso, mentre l'utilizzo dei circhi (per le corse dei cavalli ma ancor più per le assemblee o le celebrazioni pubbliche) prosegue ancora per molto tempo. Nel 314, solo un anno dopo la legalizzazione del Cristianesimo, il Concilio di Arles previde la scomunica per gli aurighi: sono però attestati corse di cavalli e giochi anche successivamente.